# Шегъянка
Шегъянка — река в Удмуртии, протекает в Шарканском районе. Устье реки находится в 44 км по левому берегу реки Вотка. Длина реки составляет 19 км.

## Притоки
- 1,8 км: Пашур (пр)
- Ужекшур (пр)
- Ляльшур (пр)
- Пашурка (пр)
- Малая Шегъянка (лв)
- Ворчанка (пр)
- Тыловылка (лв)

## Данные водного реестра
По данным государственного водного реестра России относится к Камскому бассейновому округу, водохозяйственный участок реки — Кама от Воткинского гидроузла до Нижнекамского гидроузла, без рек Буй (от истока до Кармановского гидроузла), Иж, Ик и Белая, речной подбассейн реки — бассейны притоков Камы до впадения Белой. Речной бассейн реки — Кама.
Код объекта в государственном водном реестре — 10010101412111100015571.